# Sân bay Lubudi
Sân bay Lubudi (ICAO: FZQU) là một sân bay ở Lubudi, Cộng hòa Dân chủ Congo.